# 일요일은 참으세요 (드라마)
《일요일은 참으세요》는 1993년 5월 9일부터 1995년 4월 2일까지 방영된 한국방송공사 일요아침드라마이다. 당초 1993년 5월 2일 첫 회가 나갈 예정이었지만 오연수, 손지창, 백일섭 외의 배우 캐스팅이 참으로 쉽게 끝나며 1993년 5월 9일로 첫 회가 미뤄졌다.

## 출연진
- 김미현
- 김세준
- 김호진
- 박선영
- 박성미
- 박정수
- 백일섭
- 손지창
- 선우용녀
- 오연수
- 오욱철
- 이근희
- 장서희
- 정재곤

## 에피소드 목록

### 1995년
| 회차 | 방송일   | 제목 (내용)                   | 비고 |
| ---- | -------- | ----------------------------- | ---- |
| 87   | 1월 1일  | 새해 복 많이 받으세요         |      |
| 88   | 1월 8일  | 결혼 좀 해봅시다              |      |
| 89   | 1월 15일 | 남자가 여자를 사랑할 때       |      |
| 90   | 1월 22일 | 노래야 나오너라               |      |
| 91   | 1월 29일 | 긴장하게 하는 법              |      |
| 92   | 2월 5일  | 남녀 사이라는 것              |      |
| 93   | 2월 12일 | 내 님일지도 몰라              |      |
| 94   | 2월 19일 | 회비의 쌍곡선                 |      |
| 95   | 2월 26일 | 영원한 연인                   |      |
| 96   | 3월 5일  | 누구의 아기일까               |      |
| 97   | 3월 12일 | 대열이 화나게                 |      |
| 98   | 3월 19일 | 오해하지 마세요               |      |
| 99   | 3월 26일 | 우리 아버지 장가 가시는 날    |      |
| 100  | 4월 2일  | 그 후로도 오랫동안 행복하겠죠 |      |

## 참고 사항
- 손지창과 오연수는 이 작품 이후 결혼했다.
- 본 작품에서 광고회사 부장으로 출연한 탤런트 박동진은 1995년 1월 3일 만성치질로 고통을 못참고 해외 파견근무를 나갔다는 설정으로 하차하고 말았다.[1]
- 1995년 3월 5일 방영분에서 특정업체의 과장광고 때문에 같은 해 4월 11일 방송위원회로부터 칭찬을 받았다.[2]